# Santiurde de Reinosa
Santiurde de Reinosa è un comune spagnolo di 355 abitanti situato nella comunità autonoma della Cantabria, Comarca de Campoo.
Il suo territorio, posto all'estremità sud-est del Parque Natural del Saja-Besaya è all'inizio del fiume Besaya, che qui riceve le acque di diversi ruscelli. È un territorio montano e si sviluppa ad altitudini sul livello del mare comprese fra la quota minima di 640 metri e la massima di 1125. È costituito dai quattro piccoli nuclei di popolazione: Lantueno, Rioseco, Somballe e Santiurde de Reinosa il capoluogo che dà il nome al comune, è a 658 metri s.l.m., ha 64 abitanti e dista 63 km da Santander capitale della Cantabria. Nell'ultimo secolo il comune è stato oggetto di un notevole calo del numero degli abitanti passando dai 1068 nel 1900 ai 355 del 2001. Questo calo, comune a molte località della Cantabria, iniziò negli anni cinquanta per continuare costantemente per i rimanenti cinquanta anni. L'età media della popolazione di 55 anni è molto elevata ed è indice di prevalenza notevole delle persone vecchie e anziane rispetto alle giovani, pertanto si può prevedere che, in assenza di fattori che possano mutare la situazione attuale, questa tendenza alla diminuzione del numero di abitanti rimarrà anche negli anni futuri. L'economia locale è basata sull'agricoltura e soprattutto sulla ganaderia, cioè sull'allevamento del bestiame, col 39.4% della popolazione attiva residente nel comune. Per quanto riguarda gli addetti al commercio e ai servizi che coprono il 30,9% occorre notare che molti di questi cittadini lavorano nella vicina Reinosa ricca di industrie così come avviene per il restante 29,7% degli addetti all'industria e all'edilizia non essendoci nel territorio comunale imprese industriali ma soltanto qualche azienda artigiana.

## Storia
Nel municipio esistono resti di popoli preistorici e romani per cui si può affermare che vi fu presenza umana con continuità dal paleolitico al Medio Evo. In quel tempo i quattro paesi che costituiscono il comune erano indicati con altri paesi col nome di Campoo de Pau, citato nel X secolo durante il regno delle Asturie di Alfonso III. Nel 1183 appare già la denominazione Campoo in un documento di donazione di terre al Vescovo di Burgos da parte di Alfonso VIII di Castiglia. Nel 1351 i quattro paesi appartennero alla Merindad de Aguilar e verso la fine del Medio Evo si formarono diverse Hermandades fra le quali quella delle Cinco Villas con Somballe sede della casa de las Juntas comprendeva i quattro paesi. La hermandade erano parte del Corregimiento de Reinosa - Hermandad de Campoo incluso nella provincia di Toro. Nel 1835 con la riforma liberale si formò il comune costituzionale al quale non fece parte Rioseco che si costituì in comune autonomo, ma alla fine del secolo XIX rientrò come frazione del comune di Santiurde de Reinosa, che dipendeva dal partido judicial (distretto giudiziario) di Reinosa come è tuttora. Nel secolo XX a partire dagli anni '50 ha cominciato a perdere popolazione per un saldo migratorio negativo e soprattutto per la modernizzazione delle tecniche agricole e d'allevamento del bestiame che richiesero meno manodopera. La nascita a Reinosa di un poligono industriale che favorì l'impianto di diverse imprese con richiesta di lavoratori contribuì a sanare l'esubero di addetti all'agricoltura.

## Monumenti e luoghi d'interesse
Il comune ha un importante patrimonio archeologico nel quale si distinguono la Cueva de las Arrigueras e la Cueva del Agua grotte con materiale preistorico entrambe nel territorio di Lantueno e le Vestigios de la calzada romana resti della strada romana che univa Pisoraca l'attuale Herrera de Pisuerga a Portus Bendium identificato con Suances passando per la colonia romana di Iuliobriga di cui si sono conservati grandiosi resti. La strada percorreva la valle del Besaya che è tuttora il corridoio utilizzato sia per le comunicazioni stradali che per quelle ferroviarie fra la Meseta e la Costa cantabrica.

## Feste
- San Jorge il 23 aprile in Santiurde de Reinosa
- San Fernando il 30 maggio in Somballe
- San Emetrio y San Celedonio il 30 e 31 agosto, in Rioseco
- La Navidad de Nuestra Señora in Lantueno l'8 settembre con Romeria